# Volker Dahm
Volker Dahm (* 7. April 1944; † 19. April 2020 in München) war ein deutscher Germanist und Historiker. 
Geboren im bayerischen Oberland und aufgewachsen in München, studierte Dahm an der Ludwig-Maximilians-Universität München Neuere deutsche Literaturgeschichte, Mediävistik und Publizistik. Mit seiner Dissertation über Das jüdische Buch im Dritten Reich und der Schocken Verlag (vgl. Salman Schocken) wurde er zum Dr. phil. promoviert. 
Einige Jahre arbeitete er als Lektor und Werbeleiter. 
Als Anfang der 1980er Jahre am Institut für Zeitgeschichte das Projekt Akten der Partei-Kanzlei der NSDAP begann, erwarb Dahm dabei umfassende Kenntnisse der Archive und Quellen des Nationalsozialismus. Von 1996 bis 1999 war er Projektleiter Obersalzberg und von 1999 bis 2009 Wissenschaftlicher Leiter der Dokumentation Obersalzberg. 
Volker Dahm verstarb am 19. April 2020 nach längerer schwerer Krankheit. 